# Tejay van Garderen
Tejay van Garderen (født 12. august 1988 i Tacoma, Washington) er en tidligere amerikansk professionel cykelrytter. 

## Karriere

### HTC-Columbia 2010
Tejay van Garderen kom til et hold med flest vundne etaper i 2009, takket være The Manx Missile, Mark Cavendish med sine 24 etapesejre. Han sluttede på en 9. plads i hans første etapeløb, Volta ao Algarve, hvor han bl.a kørte sig til en 5. plads på etapen op til Alto do Malhao. I Tour of Turkey sluttede han på en 2. plads på to etaper, hvor han henviste sig selv til podiet med en flot 2. plads samlet, 29 sekunder efter vinderen, Giovanni Visconti. 

### HTC-Highroad 2011
Van Garderen blev i 2011 vinder af 3. etape i Tour of Utah. Derudover blev han 2'er samlet i Algarve Rundt og samlet 3'er i USA Pro Cycling Challenge. Derudover gjorde han sig bemærket som en stærk hjælperytter i Tour de France for specielt Mark Cavendish. Men også i andre store løb som Paris-Nice gjorde han et fantastisk arbejde for Tony Martin, som endte med at vinde samlet. 

### BMC Racing Team 2012
I 2012 skiftede Tejay van Garderen til BMC Racing Team, hvor blandt andet Cadel Evans, Philippe Gilbert og Thor Hushovd kørte. Han startede ud med en samlet 5. plads i Paris-Nice og snuppede den hvide ungdomstrøje. Hans bedste resultat var en femteplads i verdens største etapeløb, Tour de France. Han slog sin kaptajn Cadel Evans, som sluttede på syvendepladsen. Før Tour de France blev han 2'er ved de nationale mesterskaber i enkeltstart. I Tour of California i maj endte han på en samlet 4. plads. I USA Pro Cycling Challenge endte han samlet 2'er og vandt 2. etape. Han sluttede året med verdensmesterskaberne. På holdtidskørslen endte BMC med at blive 2'er bag Omega Pharma Quick Step, kun slået med sølle 5 sekunder. Tejay van Garderen var tæt på at lave et resultat alene ved, at blive nr. 4 på enkeltstarten. Dette år var hans helt store gennembrud.